# Pietro Bresciani (calciatore)
Pietro Bresciani (Reggio Emilia, 1º maggio 1910 – Milano, 11 dicembre 1963) è stato un calciatore italiano, di ruolo attaccante.

## Carriera
Debutta in massima serie con la Reggiana disputando 4 gare e segnando un gol nella stagione 1927-1928, e in quella successiva disputa altre 16 partite.
Nel 1929-1930 gioca in Serie B, con 29 presenze e 3 reti all'attivo, e infine gioca un ultimo anno con la Reggiana in Prima Divisione.

## Palmarès

### Club

#### Competizioni nazionali
- Serie C: 1

Catanzarese: 1935-1936